# ورونیکا آندروسنکو
ورونیکا آندروسنکو (روسی: Вероника Андреевна Андрусенко (Попова)؛ زادهٔ ۲۰ ژانویهٔ ۱۹۹۱) شناگر اهل روسیه است.
وی در مسابقات کشوری و بین‌المللی در مجموع برندهٔ ۲ مدال طلا، ۶ مدال نقره و ۹ مدال برنز شده‌است.